# Arnoldsweiler
Arnoldsweiler (Dürener Platt Anoldswiele) ist ein Stadtteil und Bezirk der Stadt Düren im Kreis Düren in Nordrhein-Westfalen. Zum Bezirk Arnoldsweiler gehört der Herrensitz Haus Rath.

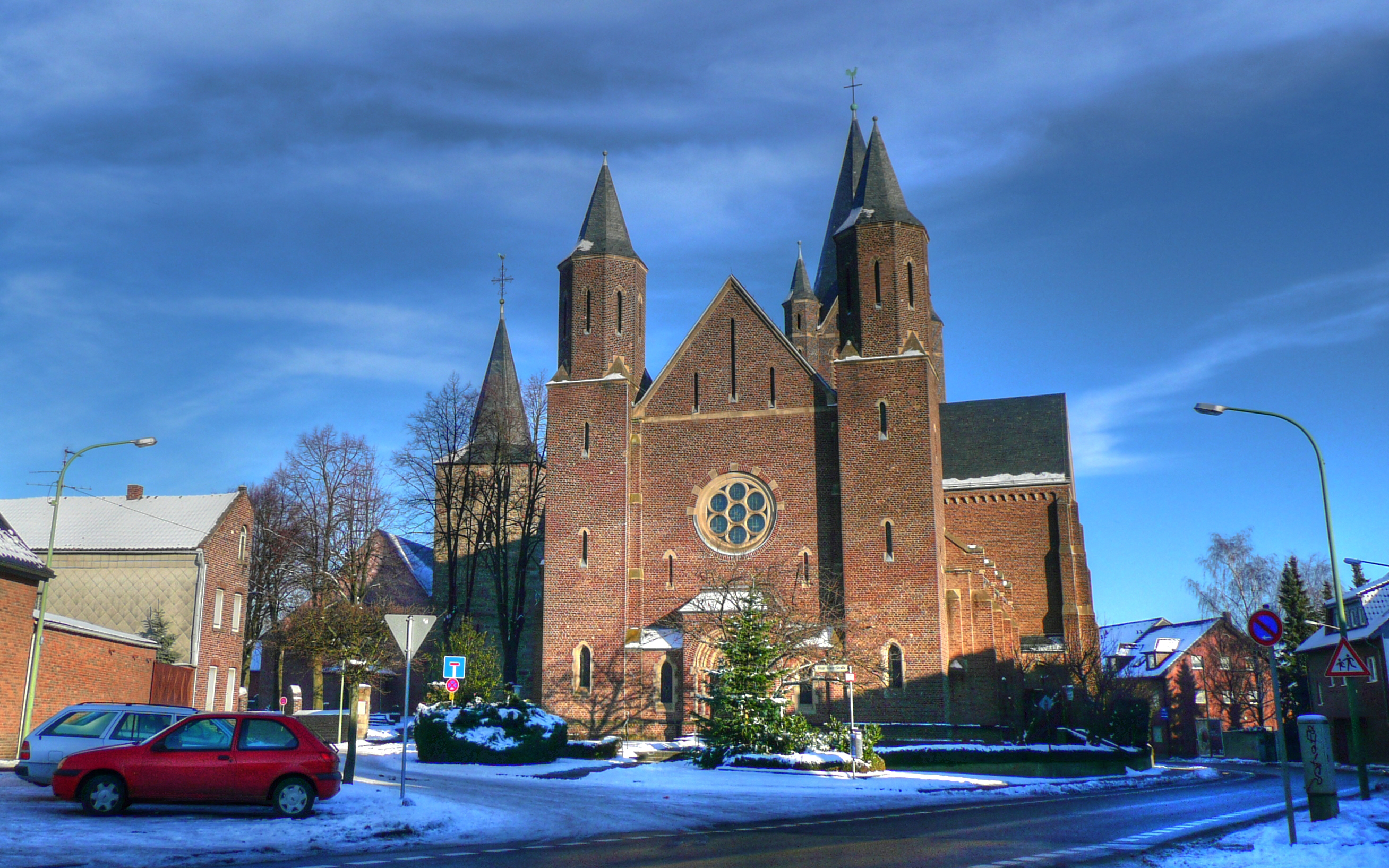
Klein St. Arnold (links) und Groß St. Arnold (rechts)

## Lage
Arnoldsweiler liegt am südlichen Rande des Bürgewaldes im Norden des Stadtgebietes. Wenige hundert Meter nördlich vom Ort verläuft auch die Bundesautobahn 4, nordöstlich liegt der Braunkohle-Tagebau Hambach, der sich mit der Verlegung der A 4 der Ortsgrenze nähert. Nachbarorte von Arnoldsweiler sind im Norden Ellen und Oberzier, im Nordwesten Bürgewald, im Südwesten Merzenich, im Süden Düren, im Westen Birkesdorf und im Nordwesten Huchem-Stammeln. Östlich des Ortes an Haus Rath fließt der Ellbach am Ort vorbei.

## Geschichte
Als erste Besiedlung mit Häusern und einem Kastenbrunnen ist die bandkeramische Siedlung aus der Jungsteinzeit bei Düren-Arnoldsweiler nachgewiesen.
Bis zur Mitte des 12. Jahrhunderts wurde Arnoldsweiler Ginizwilre genannt. Bereits 922 führte der Kölner Erzbischof Hermann I. Kirche und Hof von „Ginizwilre“ unter den Gütern des Kölner St. Ursula-Stiftes auf. In dieser Urkunde werden auch bereits zwei Kirchen erwähnt. Klein St. Arnold ist die Nachfolgekirche einer der beiden Kirchen, von der anderen aufgeführten Kirche ist heute nichts mehr bekannt. Im Jahre 1168 wird der Ort „Wilre S(ancti) Arnoldi“, also nach dem heiligen Arnold benannt. Daraus wurde im Laufe der Jahrhunderte Sankt Arnoldsweiler und schließlich Arnoldsweiler. Des Weiteren zählte Arnoldsweiler zu den vier Gerichten um Düren, die 1246 von Friedrich II. an die Jülicher Herzöge verpfändet wurden. Bis 1289 war der Ort im Besitz der Kirche von Cambrai und wurde im selben Jahr an Ritter Gerhard Rost von Disternich verkauft.
1360 bestätigt eine Urkunde des Herzogs Wilhelm I. von Jülich den Wachszins, welchen 26 am Bürgewald gelegenen Dörfer jährlich am Pfingstdienstag an die Pfarrkirche von Arnoldsweiler entrichten mussten. Auch die Bewohner von St. Arnoltzwiler mussten zusammen mit den Einwohnern von Ellen und Oberzier eine Kerze von 12 Pfund Wachs abliefern. Der Wachszins wurde erst in der ersten Hälfte des 19. Jahrhunderts durch eine einmalige Geldzahlung aufgelöst. Dieses Kerzenopfer ist auf die Legende des hl. Arnold von Arnoldsweiler zurückzuführen, durch den die Dörfer den Wald erst nutzen durften. Zuvor stand dieser unter kaiserlichem Wildbann, das Betreten war für die einfache Bevölkerung verboten. Über Jahrhunderte nutzten die berechtigten Gemeinden den Wald gleichermaßen, erst 1775 wurde jeder Gemeinde ein spezifisches Waldstück zugewiesen. Auch Arnoldsweiler erhielt nordöstlich von Ellen ebenfalls ein Stück des Waldes, die Arnoldsweiler Bürge. Dieser Teil des Bürgewaldes ist mittlerweile komplett abgeholzt und durch den Tagebau Hambach abgebaggert.
In Klein St. Arnold (Arnolduskapelle) befindet sich das Grab von Arnold von Arnoldsweiler. 2010 wurden in der Nähe Arnoldsweilers die Reste eines jungsteinzeitlichen Dorfes freigelegt, die auf eine Besiedlung der Gegend bereits um 5100 vor Christus schließen lassen.

### Bürgewald
Der Bürgewald, ein Waldgebiet zwischen Arnoldsweiler, Elsdorf, Manheim und Alt-Steinstraß wurde erstmals im 12. Jahrhundert erwähnt. In der Waldordnung von 1557 ist der Hauptort der Bürge „St. Arnoldtswieler“ (in verschiedener Schreibung) siebenmal genannt.

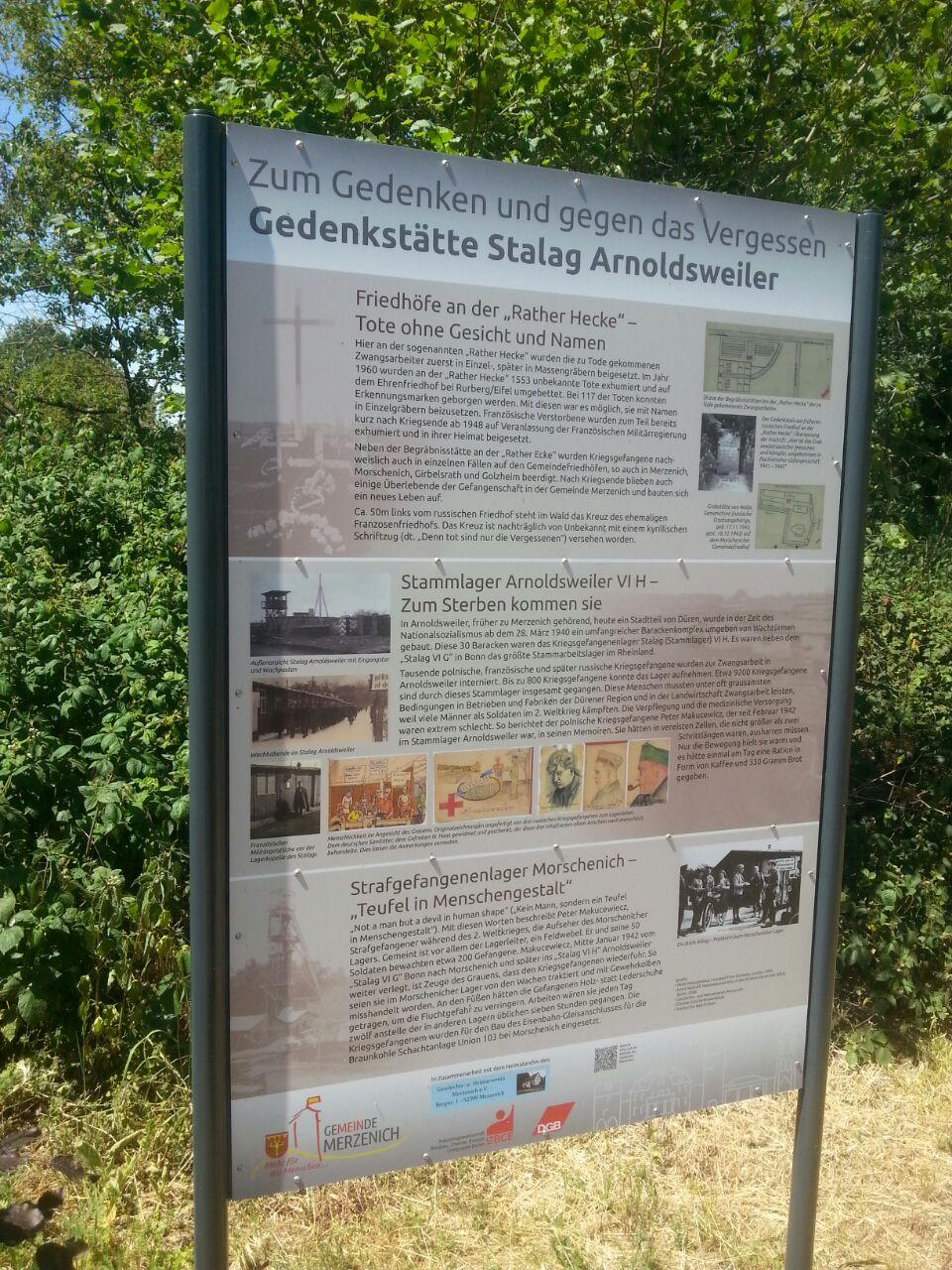
Erinnerungstafel Gedenkstätte Stalag Arnoldsweiler an der Rather Hecke in der Merzenicher Heide

### Außenstelle des Stalag VI H
Nordöstlich vom Ort befand sich im Zweiten Weltkrieg ein Barackenlager, ein Stalag. Tausende französischer und später sowjetischer Kriegsgefangener und Zwangsarbeiter waren hier interniert, und viele von ihnen starben unter grausamen Umständen. Erst 1960 wurden die Toten auf dem Friedhof in der Merzenicher Heide exhumiert. Sie haben auf der Ehrenanlage in Rurberg ihre letzte Ruhestätte gefunden. Man fand dort statt der ursprünglich geschätzten 500 schließlich über 1500 Tote. Erst jetzt wurde das ganze Ausmaß der Grausamkeiten bekannt. An der Ecke Cormeillesstraße/Neußer Straße befindet sich eine Stele des Künstlers Ulrich Rückriem, welche an die Opfer erinnert und im Eingangsbereich der Alten Pfarrkirche ist eine Gedenktafel angebracht. Des Weiteren befindet sich am ehemaligen Friedhof in der Merzenicher Heide auch ein Gedenkstein.

### Zweiter Weltkrieg
In der Nähe von Arnoldsweiler, und zwar westlich des Ortes und im Südostwinkel zwischen der A4 und der Bahnlinie Düren-Jülich bei der Höhe 120,6 befand sich eine nur beschränkt ausgebaute Batteriestellung der Luftverteidigungszone West. In der Hauptstellung konnten vier Unterstände nachgewiesen werden. Am Westrand der Bahnlinie fand man die Trümmer des MG-Schartenstandes.
Die Dürener Bevölkerung benutzte 1944 nachts die Bunker als Unterschlupf. Am 23. September 1944 befand sich der Gefechtsstand des Flak-Regiments 3 (mot.) im Gasthof Rheinbach. Am 5. Dezember 1944 wurden starke Jabo- und Kampffliegerangriffe gegen den Ort geflogen. Sie warfen Bomben gegen Artillerie- und Flakstellungen. Der Ort wurde am 25. Februar 1945 von den Amerikanern eingenommen.

## Gemeinde und Neugliederung
Seit 1794 stand auch Arnoldsweiler unter französischer Besatzung. Dadurch wurde die Mairie Arnoldsweiler im Département de la Roer gebildet. Zu diesem Verwaltungsbezirk gehörten neben Arnoldsweiler mit Haus Rath auch Ellen und Morschenich. Nachdem der Ort wie das gesamte Rheinland 1815 an Preußen gefallen war, wurde aus der Mairie die Bürgermeisterei Arnoldsweiler im Jahr 1816. Das Gebiet bestand wiederum aus den Gemeinden Arnoldsweiler (mit Haus Rath), Ellen und Morschenich. 1927 wurde die Bürgermeisterei in Amt umbenannt und am 8. März 1936 wurden die beiden Ämter Arnoldsweiler und Merzenich mit den dazugehörigen Gemeinden zum neuen Amt Merzenich zusammengeschlossen. Dazu gehörten die Gemeinden Arnoldsweiler, Ellen, Girbelsrath, Golzheim, Merzenich und Morschenich.
Am 1. Januar 1972 wurde die bis dahin eigenständige Gemeinde in die Stadt Düren eingemeindet.

## Politik

### Ratsmitglieder
Die Arnoldsweiler wählten bei den letzten Kommunalwahlen am 25. Mai 2014 für den Rat der Stadt Düren:
| CDU       | 594 Stimmen | 47,41 % | 7 Sitze |
| SPD       | 416 Stimmen | 33,20 % | 5 Sitze |
| Grüne     | 89 Stimmen  | 7,10 %  | 1 Sitz  |
| AfD       | 74 Stimmen  | 5,91 %  | 1 Sitz  |
| Die Linke | 37 Stimmen  | 2,95 %  | -       |
| FDP       | 31 Stimmen  | 2,47 %  | -       |
| BfD       | 12 Stimmen  | 0,96 %  | -       |

### Bezirksausschuss Arnoldsweiler
Seit 1999 existiert ein Bezirksausschuss Arnoldsweiler. Den Vorsitz führten
- 1999–2014 Hermann Josef Geuenich, CDU
- Seit 2014 Frank Heinrichs, Bürger für Düren

Vorsitzender des Bezirksausschusses ist Frank Heinrichs, Bürger für Düren, sein Stellvertreter ist Hermann Josef Geuenich, CDU.

## Bevölkerungsentwicklung
In den letzten Jahren hat die Bevölkerungszahl von Arnoldsweiler geringfügig abgenommen.
| Jahr | 1830 | 1885 | 1925 | 1933 | 1939 | 2007 | 2008 | 2009 | 2010 | 2011 | 2012 | 2013 | 2014 | 2015 | 2016 | 2017 | 2020 |
| Ew   | 0766 | 1284 | 2381 | 2340 | 2388 | 3303 | 3289 | 3286 | 3273 | 3270 | 3236 | 3253 | 3241 | 3222 | 3218 | 3185 | 3214 |

## Schulen
In Arnoldsweiler gibt es eine katholische Grundschule. Die Bürgewaldschule, eine Sonderschule für Lernbehinderte, zog am 7. Dezember 2009 in ein neuerbautes Schulgebäude in Birkesdorf um.

## Kirchen
In Arnoldsweiler bestehen die romanisch-gotische Kirche Klein St. Arnold und direkt daneben die neuromanische Kirche Groß St. Arnold. Außerdem befindet sich östlich des Ortes die kleine Wegekapelle Maria Rast aus dem Jahr 1960.

## Baudenkmäler
- Alte kath. Pfarrkirche St. Arnoldus
- Neue kath. Pfarrkirche St. Arnoldus
- Kath. Pfarrhaus Arnoldusstraße 10
- Wohnhaus Arnoldusstraße 2
- Wohnhaus Ellener Straße 10
- Hof Minten Rather Straße 5
- Wegekreuz Trierer Straße
- Prozessionskreuz Ellener Straße
- Wegekreuz Auf dem Driesch
- Haus Rath
- Wohnhaus Arnoldusstraße 17
- Hofanlage Arnoldusstraße 26

## Regelmäßige Veranstaltungen
- Karnevalszug am Orchideensonntag
- Ostereiersuche des ATV in der Woche vor Ostern
- Wallfahrt zum Grab des hl. Apostels Matthias nach Trier in der Woche von Christi Himmelfahrt
- Maispiel und Maifest am ersten Maiwochenende
- Schützenfest an Pfingsten
- Arnolduswoche in der Woche des 18. Juli
- Arei-Cup des Fußballclubs im Juli
- Zelten des ATV für die Jugend in den Sommerferien
- Sportabzeichen-Abnahme des ATV
- Lokalschau des Kaninchenzuchtvereins im November
- Martinszug in der Woche des 11. November
- Lebendiger Adventkalender im Dezember
- Weihnachtsfeier des ATV im Dezember

## Vereine
- Städtepartnerschaft Arnoldsweiler Cormeilles e. v.[17]
- Karnevalsverein „Bedrövde Jecke 1930“ e. V.
- Fußballclub Viktoria 08 Düren-Arnoldsweiler e. V.
- Hundesportverein MV Arnoldsweiler am Tagebau Hambach e. V.
- Arnoldsweiler Turnverein 1883/06 e. V.[18]
- Motorsportclub Arnoldsweiler 1969 e. V.
- Sankt-Arnoldus-Schützenbruderschaft Düren-Arnoldsweiler 1587 e. V.
- Junggesellenclub „Gemütlichkeit“ gegr. 1905
- Deutsche Pfadfinderschaft Sankt Georg (DPSG), Stamm Arnoldsweiler
- Sankt Matthias Bruderschaft Arnoldsweiler
- Kaninchenzuchtverein R16 Arnoldsweiler e. V.
- Martinskomitee Arnoldsweiler
- Kfd-Arnoldsweiler (Katholische Frauengemeinschaft)

## Verkehr
Die Busse des Rurtalbus, fahren in kurzen Intervallen ab Arnoldsweiler Mitte zum Bahnhof Düren, Birkesdorf, Niederzier und Merzenich und binden den Ort in den öffentlichen Personennahverkehr ein. Zusätzlich verkehrt an Wochenenden ein Nachtbus. Bis zum 31. Dezember 2019 wurde die Linie 209 von der Dürener Kreisbahn, die Linien 236 und 238 vom BVR Busverkehr Rheinland bedient. An Schultagen verkehrt zudem die Schulbuslinie 240
| Linie | Verlauf |
| ----- | --- |
| 209   | Düren Kaiserplatz – StadtCenter – Bahnhof/ZOB – Birkesdorf – Arnoldsweiler – Ellen (← Merzenich Poolplatz ← Valdersweg)                                               |
| 229   | Arnoldsweiler – Merzenich Bf / Morschenich |
| 236   | Düren Kaiserplatz – StadtCenter – Bahnhof/ZOB – Birkesdorf – Huchem-Stammeln – Oberzier – Niederzier – Ellen – Arnoldsweiler – Merzenich Poolplatz – Merzenich Schule |
| 238   | Düren Bf/ZOB – StadtCenter – Arnoldsweiler – Ellen – Oberzier – Niederzier (– Berg) – Hambach – Stetternich – Jülich Bf/ZOB – Jülich Neues Rathaus – Walramplatz      |
| 240   | (Verstärkerfahrten) Mariaweiler Gesamtschule |
| SB38  | Schnellbus: Düren Kaiserplatz – StadtCenter – Bahnhof/ZOB – Arnoldsweiler – Oberzier – Niederzier – Berg – Krauthausen                                                |
| N1    | Nachtbus: nur in den Nächten Fr/Sa und Sa/So Düren Bf/ZOB → Kaiserplatz → Birkesdorf → Huchem-Stammeln → Jülich → Niederzier → Arnoldsweiler                          |

Der vom Zentrum von Arnoldsweiler 2,5 km entfernte S-Bahn-Haltepunkt Merzenich verbindet über die S-Bahn-Linie 12 im 20-Minuten-Takt mit Köln Hbf. Seit 1. April 2006 gehört die Stadt Düren auch zum Tarifkragen des Verkehrsverbund Rhein-Sieg. Vorher gehörte sie bereits zum Aachener Verkehrsverbund. Nächste Autobahn-Anschlussstelle ist Düren an der A 4.

## Partnerstadt
Seit 1970 besteht eine Partnerschaft mit Cormeilles in Frankreich.

## Persönlichkeiten
- Arnold von Arnoldsweiler (* im 8. Jahrhundert; † um 800 in Ginnizweiler, heute Arnoldsweiler), Heiliger
- Friedrich Freiherr von Bourscheidt (1816–1885), Abgeordneter der Rheinprovinz
- Arnold Nesselrath (* 1952), Kunsthistoriker
- Hubert Schiffer (1939–2017), Träger des Bundesverdienstkreuzes am Bande
- Rolf Schumacher (* 1961), Bürgermeister von Alfter
- Christoph Moritz (* 1990), Fußballspieler
- Frank Peter Ullrich (* 1969), Bürgermeister der Stadt Düren